# Eduardo Brito del Pino Pocey
Eduardo Brito del Pino Pocey (Montevideo, Uruguay, 25 de julio de 1935 - Montevideo, Uruguay, 17 de septiembre de 2020), fue un magistrado uruguayo, quien se desempeñó como miembro del Tribunal de lo Contencioso Administrativo entre 1999 y 2005.

## Primeros años
Nació en Montevideo el 25 de julio de 1935,hijo de Eduardo Federico Brito del Pino y de María Cora Pocey.
Cursó estudios en la Facultad de Derecho de la Universidad de la República, donde se graduó como abogado en 1961.

## Juez de Paz en el interior
En octubre de 1964 inició su carrera judicial al ser designado Juez de Paz de la primera sección judicial de Rivera, con sede en la ciudad de Rivera.

## Juez Letrado en el interior
En marzo de 1965 fue ascendido al cargo de Juez Letrado de Lavalleja.
En mayo del mismo año fue trasladado al Juzgado Letrado de Pando.

## Juez Letrado en la capital
En mayo de 1968 ascendió a cumplir funciones como Juez Letrado en Montevideo, inicialmente como Juez Letrado Suplente.
En febrero de 1969 fue nombrado Juez Letrado de Aduana de Primer Turno,pasando en junio de 1972 al Juzgado Letrado del Trabajo de Primer Turno.
En febrero de 1974 pasó a desempeñarse como Juez Letrado en lo Civil de Sexto Turno,donde permaneció durante diez años.

## Tribunal de Apelaciones
En  febrero de 1984 recibió un nuevo ascenso al ser nombrado integrante del Tribunal de Apelaciones en lo Civil de Segundo Turno.
En 1985, una vez finalizada la dictadura cívico militar y restablecida la democracia, fue ratificado en su cargo por la Suprema Corte de Justicia junto a los restantes miembros de Tribunales de Apelaciones.
Permaneció en dicho tribunal durante más de quince años.

## Tribunal de lo Contencioso Administrativo
Tras producirse una vacante en el Tribunal de lo Contencioso Administrativo como consecuencia del retiro de Irma Alonso en mayo de 1999, y transcurridos 90 días sin efectuarse designación de su reemplazante por la Asamblea General, se tornó aplicable el artículo 236 de la Constitución, que prevé como mecanismo subsidiario de designación para los cargos vacantes en la Suprema Corte de Justicia, aplicable al TCA en función de la remisión efectuada por el artículo 308 de la Constitución, el ingreso del magistrado más antiguo de los Tribunales de Apelaciones. En aquel momento dicha calidad correspondía a Brito del Pino, por lo que se produjo el ingreso automático al TCA. Prestó juramento ante la Asamblea General el 1 de septiembre de 1999.
Integró el TCA durante casi seis años, cesando en su cargo en julio de 2005 al cumplir los 70 años, edad establecida como límite para integrar el Tribunal de lo Contencioso Administrativo según el artículo 308 de la Constitución, que como fue dicho se remite en cuanto a las condiciones para ocupar dicho cargo a las previstas para los miembros de la Suprema Corte de Justicia.
La vacante que dejó al retirarse y las generadas por los ceses de Manuel Mercant y José Baldi al día siguiente por completar los diez años de permanencia en el cargo fueron cubiertas en agosto de 2005 por la Asamblea General con las designaciones de Eduardo Lombardi, Dardo Preza y Ricardo Harriague.

## Fallecimiento
Eduardo Brito del Pino falleció en Montevideo el 17 de septiembre de 2020, a los 85 años de edad.